# Jessica Wahls/Diskografie
Diese Diskografie ist eine Übersicht über die musikalischen Werke der deutschen Popsängerin Jessica Wahls. Ihre erfolgreichste Veröffentlichung ist die Single Do They Know It’s Christmas? mit über 150.000 verkauften Einheiten.

## Singles

### Als Leadmusikerin
| Jahr              | Titel Album                  | Höchstplatzierung, Gesamtwochen, AuszeichnungChartplatzierungen (Jahr, Titel, Album, Platzierungen, Wochen, Auszeichnungen, Anmerkungen) | Höchstplatzierung, Gesamtwochen, AuszeichnungChartplatzierungen (Jahr, Titel, Album, Platzierungen, Wochen, Auszeichnungen, Anmerkungen) | Höchstplatzierung, Gesamtwochen, AuszeichnungChartplatzierungen (Jahr, Titel, Album, Platzierungen, Wochen, Auszeichnungen, Anmerkungen) | Anmerkungen                                               |
| Jahr              | Titel Album                  | DE | AT | CH | Anmerkungen                                               |
| ----------------- | ---------------------------- | --- | --- | --- | --------------------------------------------------------- |
| als Jess          |                              | | | |                                                           |
|                   |                              | | | |                                                           |
| 2003              | Ten Steps Back –             | DE41 (8 Wo.)DE | AT54 (4 Wo.)AT | — | Erstveröffentlichung: 8. September 2003                   |
| 2004              | Don’t Get Me Started –       | DE51 (4 Wo.)DE | — | — | Erstveröffentlichung: 9. August 2004                      |
| 2005              | Du bist wie ich –            | DE78 (2 Wo.)DE | — | — | Erstveröffentlichung: 7. März 2005                        |
| als Jessica Wahls |                              | | | |                                                           |
|                   |                              | | | |                                                           |
| 2005              | Bedingungslos –              | DE92 (2 Wo.)DE | — | — | Erstveröffentlichung: 4. November 2005                    |
| 2014              | Du bist nicht allein –       | — | — | — | Erstveröffentlichung: 7. November 2014 mit Volker Schlag  |
| 2017              | Nichts ist mehr wie früher – | — | — | — | Erstveröffentlichung: 14. November 2017 mit Volker Schlag |

### Als Gastmusikerin
| Jahr | Titel Album                                               | Höchstplatzierung, Gesamtwochen, AuszeichnungChartplatzierungen (Jahr, Titel, Album, Platzierungen, Wochen, Auszeichnungen, Anmerkungen) | Höchstplatzierung, Gesamtwochen, AuszeichnungChartplatzierungen (Jahr, Titel, Album, Platzierungen, Wochen, Auszeichnungen, Anmerkungen) | Höchstplatzierung, Gesamtwochen, AuszeichnungChartplatzierungen (Jahr, Titel, Album, Platzierungen, Wochen, Auszeichnungen, Anmerkungen) | Anmerkungen                                                                                              |
| Jahr | Titel Album                                               | DE | AT | CH | Anmerkungen                                                                                              |
| ---- | --------------------------------------------------------- | --- | --- | --- | --- |
| 2003 | Do They Know It’s Christmas? The Ultimate Christmas Album | DE3 Gold · (7 Wo.)DE | AT28 (5 Wo.)AT | CH32 (5 Wo.)CH | Erstveröffentlichung: 24. November 2003 Verkäufe: + 150.000 als Teil der TV Allstars; Original: Band Aid |
| 2014 | The Love Is So Far Away Only God Can Stop Me              | — | — | — | Erstveröffentlichung: 22. Mai 2014 Young CRhyme feat. Jessica Wahls                                      |
| 2021 | The Rising Lions –                                        | — | — | — | Erstveröffentlichung: 10. Oktober 2021 Alex Silva feat. Jessica Wahls                                    |

## Musikvideos
| Jahr | Titel                        | Regisseur(e)                            |
| ---- | ---------------------------- | --------------------------------------- |
| 2003 | Ten Steps Back               |                                         |
| 2003 | Do They Know It’s Christmas? | Johannes Grebert                        |
| 2004 | Don’t Get Me Started         | Katja Kuhl                              |
| 2005 | Du bist wie ich              | Daniel Warwick                          |
| 2005 | Bedingungslos                | Katja Kuhl                              |
| 2011 | Reach Out Your Hand          |                                         |
| 2014 | The Love Is So Far Away      | Benny John                              |
| 2014 | Du bist nicht allein         |                                         |
| 2021 | The Rising Lions             | Nadine Faber, Alex Silva, Dominik Stapf |

## Autorenbeteiligungen
Jessica Wahls als Autorin für andere Musiker
| Jahr | Titel Album                              | Anmerkungen                                                        |
| ---- | ---------------------------------------- | ------------------------------------------------------------------ |
| 2002 | Shield Against My Sorrow Now … Us!       | Erstveröffentlichung: 24. Juni 2002 Interpretation: No Angels      |
| 2009 | One Life Welcome to the Dance            | Erstveröffentlichung: 21. August 2009 Interpretation: No Angels    |
| 2009 | Up Against the Wall Welcome to the Dance | Erstveröffentlichung: 11. September 2009 Interpretation: No Angels |
| 2009 | Young Love Welcome to the Dance          | Erstveröffentlichung: 11. September 2009 Interpretation: No Angels |

Jessica Wahls als Autorin in den Charts

| Jahr | Titel Album                   | Höchstplatzierung, Gesamtwochen, AuszeichnungChartplatzierungen (Jahr, Titel, Album, Platzierungen, Wochen, Auszeichnungen, Anmerkungen) | Höchstplatzierung, Gesamtwochen, AuszeichnungChartplatzierungen (Jahr, Titel, Album, Platzierungen, Wochen, Auszeichnungen, Anmerkungen) | Höchstplatzierung, Gesamtwochen, AuszeichnungChartplatzierungen (Jahr, Titel, Album, Platzierungen, Wochen, Auszeichnungen, Anmerkungen) | Anmerkungen                                                     |
| Jahr | Titel Album                   | DE | AT | CH | Anmerkungen                                                     |
| ---- | ----------------------------- | --- | --- | --- | --------------------------------------------------------------- |
| 2009 | One Life Welcome to the Dance | DE15 (8 Wo.)DE | AT29 (4 Wo.)AT | — | Erstveröffentlichung: 21. August 2009 Interpretation: No Angels |

## Sonderveröffentlichungen
| Jahr | Titel Album                                                                                  | Anmerkungen                                                                 |
| ---- | -------------------------------------------------------------------------------------------- | --------------------------------------------------------------------------- |
| 2004 | When We Kiss Lovers Forever                                                                  | Erstveröffentlichung: 13. September 2004 Marshall & Alexander feat. Jess    |
| 2005 | When We Kiss (Live) Lovers Forever – Live 2005                                               | Erstveröffentlichung: 17. Mai 2005 Marshall & Alexander feat. Jess          |
| 2014 | The Love Is So Far Away Only God Can Stop Me                                                 | Erstveröffentlichung: 26. September 2014 Young CRhyme feat. Jessica Wahls   |
| 2014 | Der Mond ist aufgegangen Zeitschiff Unicorn – Der Zauberkoch und die Schatten der Traumlosen | Erstveröffentlichung: 21. November 2014 Nice to be Here feat. Jessica Wahls |
| 2016 | How to Dance The Beauty & The Breed                                                          | Erstveröffentlichung: 2. September 2016 The Breed feat. Jessica Wahls       |
| 2017 | Girls Party Sexbox                                                                           | Erstveröffentlichung: 4. August 2017 The Breed feat. J. Wahls               |

| Jahr | Titel Album                                                               | Anmerkungen                                                                                                |
| ---- | ------------------------------------------------------------------------- | --- |
| 1987 | In Hektors Fell Mini Stars – Die neue Kinder-Hitparade                    | Erstveröffentlichung: 1987 als Jessica & Kikki; Original: Mel & Kim – Respectable                          |
| 1988 | Ich gebʼ heut’ 'ne Party Die neue Kinder-Hitparade von Kindern für Kinder | Erstveröffentlichung: 1988 als Jessica & Kikki; Original: Guillermo Marchena – My Love Is a Tango          |
| 1989 | Mit Steffi Graf ein Interview Mini Stars „Pop“                            | Erstveröffentlichung: 1989 als Jessica & Kikki; Original: Samantha Fox – I Only Wanna Be with You          |
| 1990 | 4-17-0-3 Mini Stars V                                                     | Erstveröffentlichung: 1990 als Jessica & Kikki; Original: Nick Kamen – I Promised Myself                   |
| 2003 | Do They Know It’s Christmas? Ultimate Christmas Album                     | Erstveröffentlichung: 1. Dezember 2003 als Teil der TV Allstars; Original: Band Aid                        |
| 2003 | Winter Wonderland Ultimate Christmas Album                                | Erstveröffentlichung: 1. Dezember 2003 Original: Richard Himber & His Ritz-Carlton Orchestra mit Joey Nash |
| 2011 | Reach Out Your Hand We Care                                               | Erstveröffentlichung: 24. Juni 2011 mit Frank Nimsgern                                                     |

| Jahr | Titel Soundtrack zu                     | Anmerkungen                                     |
| ---- | --------------------------------------- | ----------------------------------------------- |
| 2024 | Self Power Voodoo Spuk unterm Riesenrad | Erstveröffentlichung: 16. Februar 2024 mit NKSN |

## Promoveröffentlichungen
| Jahr | Titel Album                 | Anmerkungen                                                |
| ---- | --------------------------- | ---------------------------------------------------------- |
| 2004 | When We Kiss Lovers Forever | Erstveröffentlichung: 2004 Marshall & Alexander feat. Jess |

## Hörspiele
| Jahr | Titel Verlag                                                                          | Anmerkungen                                                   |
| ---- | ------------------------------------------------------------------------------------- | ------------------------------------------------------------- |
| 2014 | Zeitschiff Unicorn – Der Zauberkoch und die Schatten der Traumlosen Timezone          | Erstveröffentlichung: 21. November 2014 Rolle: Held vom Deich |
| 2018 | Wolfenbüttel – Die Stadtgeschichte als Hörbuch zum Comic Stadtverwaltung Wolfenbüttel | Erstveröffentlichung: 28. Februar 2018 Rolle: Sprecher        |
| 2018 | Zeitschiff Unicorn 2 – Flucht nach Pepperland Timezone                                | Erstveröffentlichung: 30. März 2018 Rolle: Alice              |
| 2020 | Zeitschiff Unicorn 3 – Krieg der Zeiten Timezone                                      | Erstveröffentlichung: 20. November 2020 Rolle: Schiff         |
| 2023 | Luke Wild Wissenshörspiel – Marktkirche Goslar Kirchengemeindeverband Goslar          | Erstveröffentlichung: Januar 2023 Rolle: Erzählerin           |
| 2023 | Luke Wild Wissenshörspiel – Erlebnis Harzer-Hexen-Stiel Harzer Tourismusverband       | Erstveröffentlichung: Januar 2023 Rolle: Erzählerin           |
| 2023 | Die Luke Wild Tagebücher – Das Geheimnis von Sorgemoos Timezone                       | Erstveröffentlichung: 1. Dezember 2023 Rolle: Anniani         |

## Statistik

### Chartauswertung
Die folgenden Statistiken bieten eine Übersicht über die Charterfolge von Wahls in den Singlecharts. Es ist zu beachten, dass bei den Singles nur Interpretationen, keine Autorenbeteiligungen berücksichtigt werden.
|                       | DE    | AT    | CH    |
| --------------------- | ----- | ----- | ----- |
| Nummer-eins-Singles   | DE—DE | AT—AT | CH—CH |
| Top-10-Singles        | DE1DE | AT—AT | CH—CH |
| Singles in den Charts | DE5DE | AT2AT | CH1CH |

### Auszeichnungen für Musikverkäufe
Anmerkung: Auszeichnungen in Ländern aus den Charttabellen bzw. Chartboxen sind in ebendiesen zu finden.
| Land/RegionAuszeichnungen für Musikverkäufe (Land/Region, Auszeichnungen, Verkäufe, Quellen) | Gold  | Platin | Verkäufe | Quellen           |
| -------------------------------------------------------------------------------------------- | ----- | ------ | -------- | ----------------- |
| Deutschland (BVMI)                                                                           | Gold1 | —      | 150.000  | musikindustrie.de |
| Insgesamt                                                                                    | Gold1 | —      |          |                   |